# Sickening Bliss
Sickening Bliss è il quarto album in studio del gruppo musicale grindcore Regurgitate, pubblicato nel 2006 dalla Relapse Records.

## Tracce
1. "Bliss" - 0:35
2. "Abducens Eminence" - 0:57
3. "Euphoric State of Butchery" - 0:59
4. "Cocoon of Filth" - 0:49
5. "Putrid Serenity" - 1:44
6. "Tenderizing the Malformed" - 1:36
7. "Violent Necrophilic Climax" - 1:31
8. "Cavernous Sores" - 1:24
9. "Reborn in Latrinic Ecstasy" - 1:27
10. "Bleed on Me" - 2:22
11. "Gutrot Hogfrenzy" - 0:51
12. "Undying Lust for Cadaverous Molestation" - 1:25
13. "Battered with a Brick" - 1:12
14. "Devoured by Ghouls" - 1:13
15. "Addiction (an Unconditional Love for Blasphemous Perversions)" - 1:17
16. "(We Are) Sadistic Hateful Scum" - 2:08
17. "Worm Eater" - 1:35
18. "Perish in Blood" - 1:18
19. "Upheaval of Human Entrails" - 1:11
20. "Bathed in Feculence" - 1:21
21. "Bestial Sons of Devastation" - 1:18
22. "Defile" - 1:50
23. "Deterioration of Grated Genitals" - 1:20
24. "Excremental Investment" - 0:43
25. "Hacksaw Hysterectomy" - 0:55
26. "Catatonic Possession" - 2:54

## Formazione
- Rikard Jansson - voce
- Urban Skytt - chitarra
- Rikard - basso
- Glenn - batteria